# Myre
Myre este o localitate din comuna Øksnes, provincia Nordland, Norvegia, cu o suprafață de 1,61 km² și o populație de 2.054 locuitori (2013).